# Bubalina
Bubalina — підтриба оленеподібних (Artiodactyla) ссавців з родини бикових (Bovidae). Буйволів можна зустріти в природі в Африці на південь від Сахари, Південній і Південно-Східній Азії, а домашні та дикі популяції були завезені в Європу, Америку та Австралію. На додаток до живих видів, Bubalina мають велику кількість скам'янілостей, останки яких були знайдені в більшій частині Афро-Євразії.
Має у своєму складі африканського буйвола, Anoa та дикого водяного буйвола (включно з одомашненим варіантом водяного буйвола).  
На додаток до живих видів, Bubalina має велику кількість скам'янілостей, що були знайдені в різних кутках Афроєвразії.

## Таксономія
|  | Pseudorygina (Pseudoryx)                                                      |
|  |                                                                               |
|  | \| \| Bubalina (Bubalus, Syncerus) \| \| \| \| \| \| Bovina (Bos) \| \| \| \| |
|  |                                                                               |
|  | Bubalina (Bubalus, Syncerus)                                                  |
|  |                                                                               |
|  | Bovina (Bos)                                                                  |
|  |                                                                               |

|  | Bubalina (Bubalus, Syncerus) |
|  |                              |
|  | Bovina (Bos)                 |
|  |                              |

|  | Pseudorygina (Pseudoryx)                                                      |
|  |                                                                               |
|  | \| \| Bubalina (Bubalus, Syncerus) \| \| \| \| \| \| Bovina (Bos) \| \| \| \| |
|  |                                                                               |
|  | Bubalina (Bubalus, Syncerus)                                                  |
|  |                                                                               |
|  | Bovina (Bos)                                                                  |
|  |                                                                               |

|  | Bubalina (Bubalus, Syncerus) |
|  |                              |
|  | Bovina (Bos)                 |
|  |                              |

|  | Pseudorygina (Pseudoryx)                                                      |
|  |                                                                               |
|  | \| \| Bubalina (Bubalus, Syncerus) \| \| \| \| \| \| Bovina (Bos) \| \| \| \| |
|  |                                                                               |
|  | Bubalina (Bubalus, Syncerus)                                                  |
|  |                                                                               |
|  | Bovina (Bos)                                                                  |
|  |                                                                               |

|  | Bubalina (Bubalus, Syncerus) |
|  |                              |
|  | Bovina (Bos)                 |
|  |                              |

|  | Pseudorygina (Pseudoryx)                                                      |
|  |                                                                               |
|  | \| \| Bubalina (Bubalus, Syncerus) \| \| \| \| \| \| Bovina (Bos) \| \| \| \| |
|  |                                                                               |
|  | Bubalina (Bubalus, Syncerus)                                                  |
|  |                                                                               |
|  | Bovina (Bos)                                                                  |
|  |                                                                               |

|  | Bubalina (Bubalus, Syncerus) |
|  |                              |
|  | Bovina (Bos)                 |
|  |                              |

Більшість філогенетичних робіт, заснованих на рибосомній ДНК, хромосомному аналізі, аутосомних інтронах і мітохондріальній ДНК, відновили три відмінні підтриби Bovini: Pseudorygina (представлена виключно псевдоориксом (саолі)), Bubalina і Bovina (які сьогодні представлені родами Bison і Bos). 

Згідно з цитогенетичним аналізом щодо філогенетичного положення саолі припускає, що вид може бути спорідненим з буйволом. 

Цей зв'язок, однак, не підтверджується більшістю філогенетичних робіт щодо Bovini. 

### Роди і види

#### Існуючі
В даний час існує два визнаних існуючих роди Bubalina – африканський Syncerus та азійський Bubalus. 
Хоча більшість молекулярних і морфологічних робіт підтверджує визнання цих двох родів як сестринських таксонів, 

з 2011 року була введена нова невизначеність щодо кількості видів, які слід визнати. 

У «традиційній» класифікації, наданій Пітером Граббом у третьому виданні широко використовуваного таксономічного довідника «Види ссавців світу» 2005 року, визнаються наступні шість видів 
, 
причому африканський буйвіл розділений на п’ять підвидів 

на основі відмінностей у рогах і кольорі шкіри. 

- Підтриба Bubalina (Rütimeyer, 1865)
  - Рід Syncerus (Hodgson, 1847)
    - Syncerus caffer (Sparrman, 1779) – буйвіл африканський

  - Рід Bubalus (Hamilton-Smith, 1827)
    - Bubalus depressicornis (Hamilton-Smith, 1827) – буйвіл карликовий
    - Bubalus quarlesi (Ouwens, 1910) – Bubalus quarlesi
    - Bubalus mindorensis (Heude, 1888) – тамарау
    - Bubalus bubalis (Карл Ліней, 1758) – водяний буйвіл
    - Bubalus arnee (Kerr, 1792) – дикий водяний буйвіл

У 2011 році Groves and Grubb визнали чотири підвиди африканського буйвола самостійними видами. 
Вони стверджували, що їх слід розглядати як окремі види на основі філогенетичної концепції виду, яка стверджує, що будь-яка популяція може бути визнана видом, якщо члена можна діагностувати як належного до цієї популяції. 

Відзначено, що африканський буйвіл демонструє надзвичайну морфологічну мінливість, і в минулому деякі окремі види або підвиди були названі для певних географічних популяцій. 

Біолог Кастелло прийняв таксономічну інтерпретацію 'Groves and Grubb
, 
але інші науковці стверджують, що ця таксономічна пропозиція потребує додаткових доказів, перш ніж її прийняти. 

Нижче наведено перелік «нових» видів, визнаних Groves and Grubb
- Рід Syncerus (Hodgson, 1847)

- Syncerus nanus (Boddaert, 1785)
- Syncerus brachyceros (Gray, 1837)
- Syncerus mathewsi (Lydekker, 1904)
- Syncerus caffer (Sparrman, 1779)

#### Вимерлі
Скам’янілі рештки буйволів знайдені по всій Африці та Євразії. 

Згідно зі скам’янілостями і молекулярним дослідженням, Bubalina та Bovina зазнали дивергенції від спільного предка приблизно 13,7 млн. років тому в пізньому міоцені. 

Лінія Syncerus і лінія Bubalus зазнали дивергенції в пізньому міоцені, ймовірно, 8,2 — 9,1 млн. років тому. 
Ця дивергенція відповідає часу, коли предок Syncerus прибув до Африки з Азії. 

Нижче наведено викопні види:
- Підтриба Bubalina (Rütimeyer, 1865)

- Рід Bubalus (Smith, 1827)

- †Bubalus brevicornis (Young, 1936)
- †Bubalus cebuensis (Croft et al., 2006)
- †Bubalus grovesi] (Rozzi, 2017)
- †Bubalus mephistopheles (Hopwood, 1925)
- †Bubalus murrensis (Berckhemer, 1927) Європейський буйвіл, вимерлий бл. 11 000 років до сьогодення
- †Bubalus palaeindicus (Falconer, 1859)
- †Bubalus palaeokerabau (Dubois, 1908)
- †Bubalus platyceros (Lydekker, 1877)
- †Bubalus teilhardi (Young, 1932)
- †Bubalus wansijocki (Boule & Teilhard, 1928)
- †Bubalus youngi (Chow & Hsu, 1957)

- Рід †Hemibos (Falconer, 1865)

- †Hemibos acuticornis (Falconer & Gautley, 1868)
- †Hemibos antelopinus (Falconer & Gautley, 1868)
- †Hemibos galerianus (Petronio & Sardella, 1998)
- †Hemibos gracilis (Qiu, 2004)
- †Hemibos triquetricornis (Falconer, 1865)

- Рід †Parabos (Arambourg & Piveteau, 1929)

- †Parabos cordieri (de Christol, 1832)
- †Parabos macedoniae (Arambourg & Piveteau, 1929)
- †Parabos soriae (Morales, 1984)

- Рід †Proamphibos (Pilgrim, 1939)

- †Proamphibos hasticornis (Pilgrim, 1939)
- †Proamphibos kashmiricus (Pilgrim, 1939)
- †Proamphibos lachrymans (Pilgrim, 1939)

- Рід Syncerus (Hodgson, 1847)

- †Syncerus acoelotus (Gentry & Gentry, 1978)
- †Syncerus antiquus (Duvernoy, 1851) – раніше вид Pelorovis

- Рід †Ugandax (Cooke & Coryndon, 1970)

- †Ugandax coryndonae (Gentry, 2006)
- †Ugandax demissum (Gentry, 1980)
- †Ugandax gautieri (Cooke & Coryndon, 1970)